# Verfassung der Seychellen 1993
Die Verfassung der Seychellen, engl. Constitution of Seychelles, ist die Verfassung des Inselstaates Republik Seychellen im Indischen Ozean.
Die Verfassung wurde ursprünglich 1979 eingesetzt. Die heute gültige Verfassung wurde durch ein Verfassungsreferendum 1993 eingeführt und 1994, 1995, 1996, 2000, 2011 und 2017 überarbeitet.
Der 18. Juni, der Jahrestag der Ratifizierung, wird in den Seychellen als „Constitution Day“ gefeiert.

## Geschichte
Nach dem Verfassungsreferendum am 26. März 1979 trat die Verfassung des Landes in Kraft. Diese Verfassung machte die Seychellen zu einem Einparteienstaat, der einzige Kandidat für die Präsidentschaft wurde von der herrschenden Partei vorgeschlagen.
Ende des Jahres 1991 begann in den Seychellen ein Prozess hin zu einem Mehrparteiensystem. Nach Auseinandersetzungen zwischen den wichtigsten politischen Parteien, vor allem der ehemaligen Einheitspartei Seychelles People’s Progressive Front und der Seychelles Democratic Party, wurde mit einem Referendum am 18. Juni 1993 die heutige Verfassung angenommen.

## Inhalt
Die Verfassung der Republik Seychellen vom 18. Juni 1993 ist am englischen Westminster-Modell ausgerichtet. Präsident Michel ist gleichzeitig Regierungschef. Er leitet ein Kabinett von sieben Ministern und ist selbst Minister für Verteidigung, Inneres und Finanzen. Das Parlament besteht aus 34 Abgeordneten, die für eine Amtsperiode von fünf Jahren gewählt werden. 25 Abgeordnete werden in 25 Wahlkreisen nach dem Mehrheitswahlrecht gewählt, neun Abgeordnete nach dem Verhältniswahlrecht. Die Justiz ist formal unabhängig; der Präsident ernennt die Richter des Verfassungsgerichts. Das Rechtssystem beruht auf englischem und französischem Recht.
- Präambel
- CHAPTER I. THE REPUBLIC (2-4)
- CHAPTER II. CITIZENSHIP
- CHAPTER III
  - PART I. SEYCHELLOIS CHARTER OF FUNDAMENTAL HUMAN RIGHTS AND FREEDOMS
  - PART II. FUNDAMENTAL DUTIES
  - PART III. STATE OF EMERGENCY AND SAVINGS
  - PART IV. REMEDIES
  - PART V. PRINCIPLES OF INTERPRETATION
- CHAPTER IV. THE PRESIDENT
- CHAPTER V. THE EXECUTIVE
- CHAPTER VI. LEGISLATURE
  - PART I. NATIONAL ASSEMBLY
  - PART II. LEGISLATIVE POWER AND ITS EXERCISE
  - PART III. ALTERATION OF THE CONSTITUTION
  - PART IV. PROCEDURES IN THE NATIONAL ASSEMBLY
  - PART V. SESSIONS AND DISSOLUTION OF THE NATIONAL ASSEMBLY
- CHAPTER VII. ELECTORAL AREAS, FRANCHISE AND ELECTORAL COMMISSION
- CHAPTER VIII. JUDICIARY
  - PART I. GENERAL
  - PART II. COURT OF APPEAL
  - PART III. SUPREME COURT
  - PART IV. CONSTITUTIONAL QUESTIONS
  - PART V. TERMS OF APPOINTMENT OF JUSTICES OF APPEAL AND JUDGES PART VI. MISCELLANEOUS
- CHAPTER IX. CONSTITUTIONAL APPOINTMENTS AUTHORITY
- CHAPTER X. OMBUDSMAN
- CHAPTER XI. PUBLIC SERVICE APPEAL BOARD
- CHAPTER XII. FINANCE
- CHAPTER XIII. THE POLICE FORCE
- CHAPTER XIV. DEFENCE FORCES
- CHAPTER XV. MISCELLANEOUS
- CHAPTER XVI. TRANSITIONAL PROVISIONS
- SCHEDULE 1
  - PART I. ISLANDS OF THE SEYCHELLES ARCHIPELAGO
  - PART II. INNER AND OUTER ISLANDS
- SCHEDULE 2
  - PRINCIPLES OF INTERPRETATION
- SCHEDULE 3. ELECTION OF PRESIDENT
- SCHEDULE 4. LEGISLATURE: PROPORTIONATELY ELECTED MEMBERS
- SCHEDULE 5. OMBUDSMAN
- SCHEDULE 6. OATHS
- SCHEDULE 7. TRANSITIONAL
  - PART I. EXISTING OFFICERS AND OFFICES
  - PART II. FIRST ELECTIONS AND FIRST SITTINGS OF THE NATIONAL ASSEMBLY
  - PART III. COMPENSATION FOR PAST LAND ACQUISITIONS
  - PART IV. TRANSITIONAL PROVISIONS UNDER THE FOURTH AMENDMENT[6]